# Parque Líber Seregni
El Parque Líber Seregni (conocido originalmente como Parque Urbano durante su construcción), es un parque urbano ubicado en el barrio Cordón de Montevideo, Uruguay. Fue inaugurado el 16 de noviembre de 2009. Fue construido sobre una antigua estación central de tranvías que anteriormente ocupaba casi toda la manzana. Está rodeado por las calles Daniel Muñoz, Dr. Martín C. Martínez, Eduardo Víctor Haedo y Dr. Joaquín Requena.
Su nombre proviene del Líber Seregni, militar y político uruguayo, fallecido en 2004. Una placa en su honor se encuentra en uno de los extremos del parque. 
Con 6000m², el parque-plaza cuenta con tres sectores bien diferenciados, que constituyen el área de parque, plaza y recreación. En el área de parque se encuentran diversas especies autóctonas y exóticas del Uruguay, mientras que en la parte de plaza se encuentra la placa en honor a Líber Seregni, la explanada, una cascada y un estanque. En la parte de recreación se encuentra una cancha de baloncesto, fútbol, una pista de skate y juegos para niños.
El parque cuenta con internet Wi-Fi gratuita y servicio de guardaparques permanente.

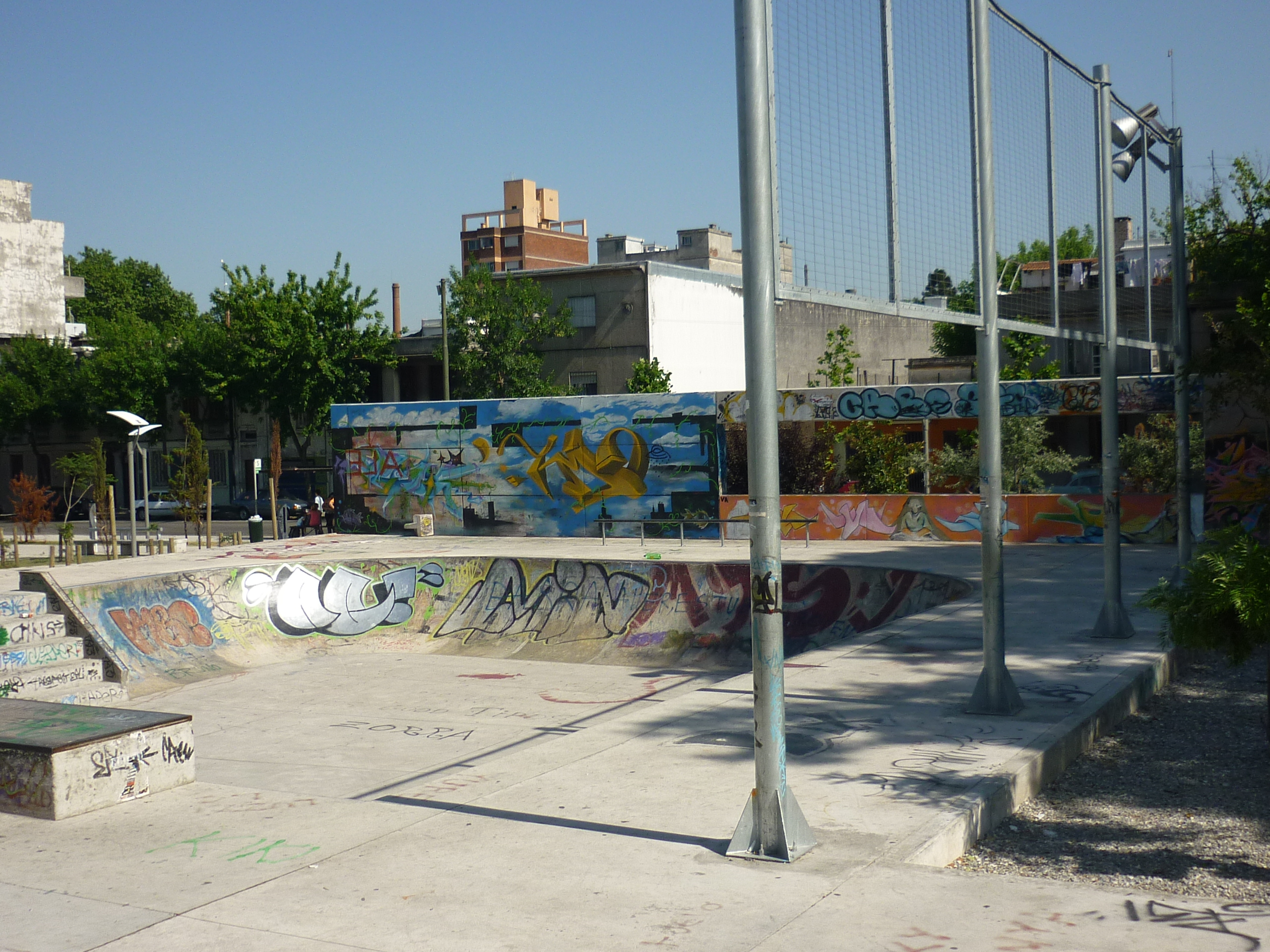
Pista de skate.
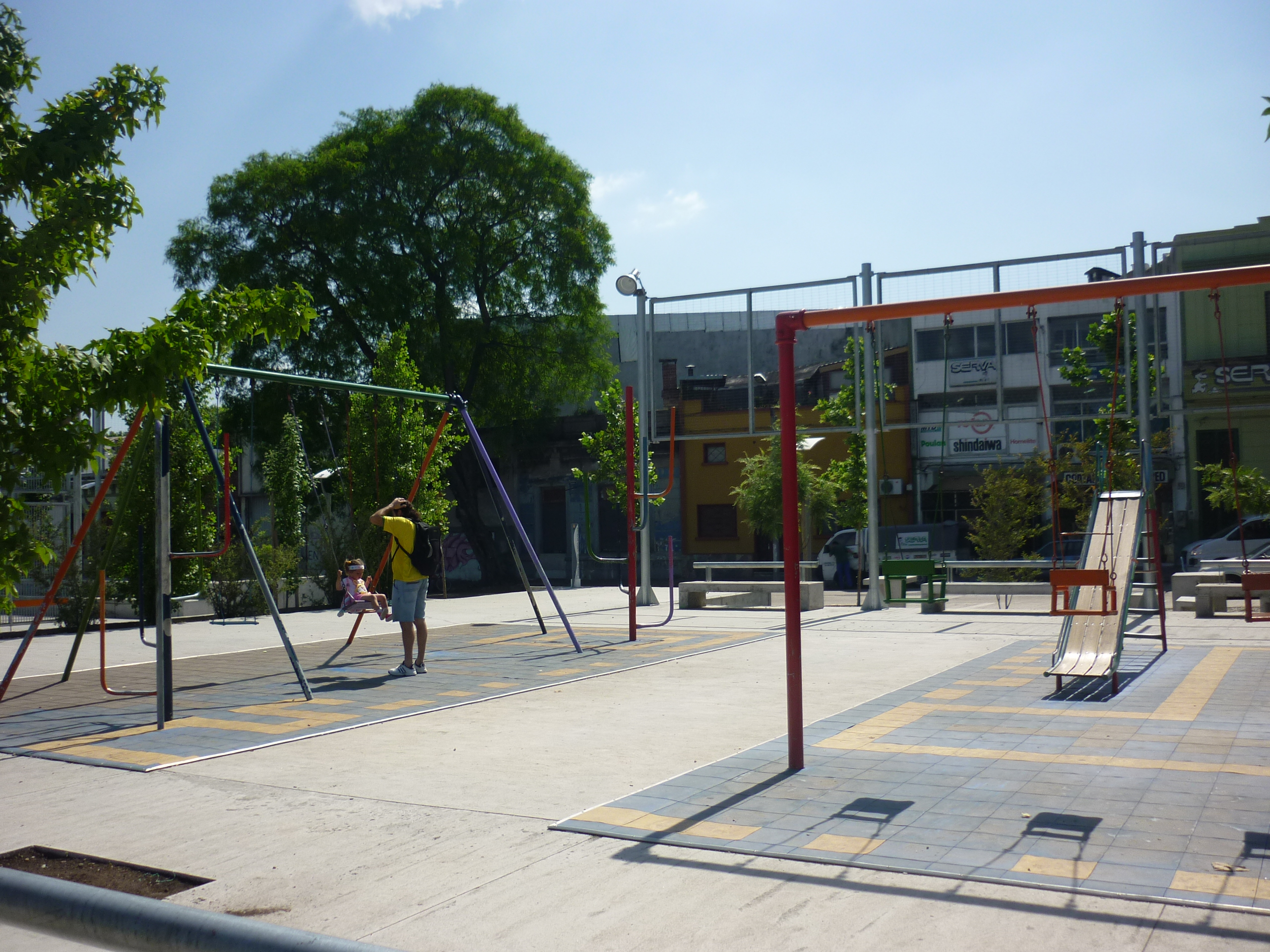
Sector de juegos para niños del parque.
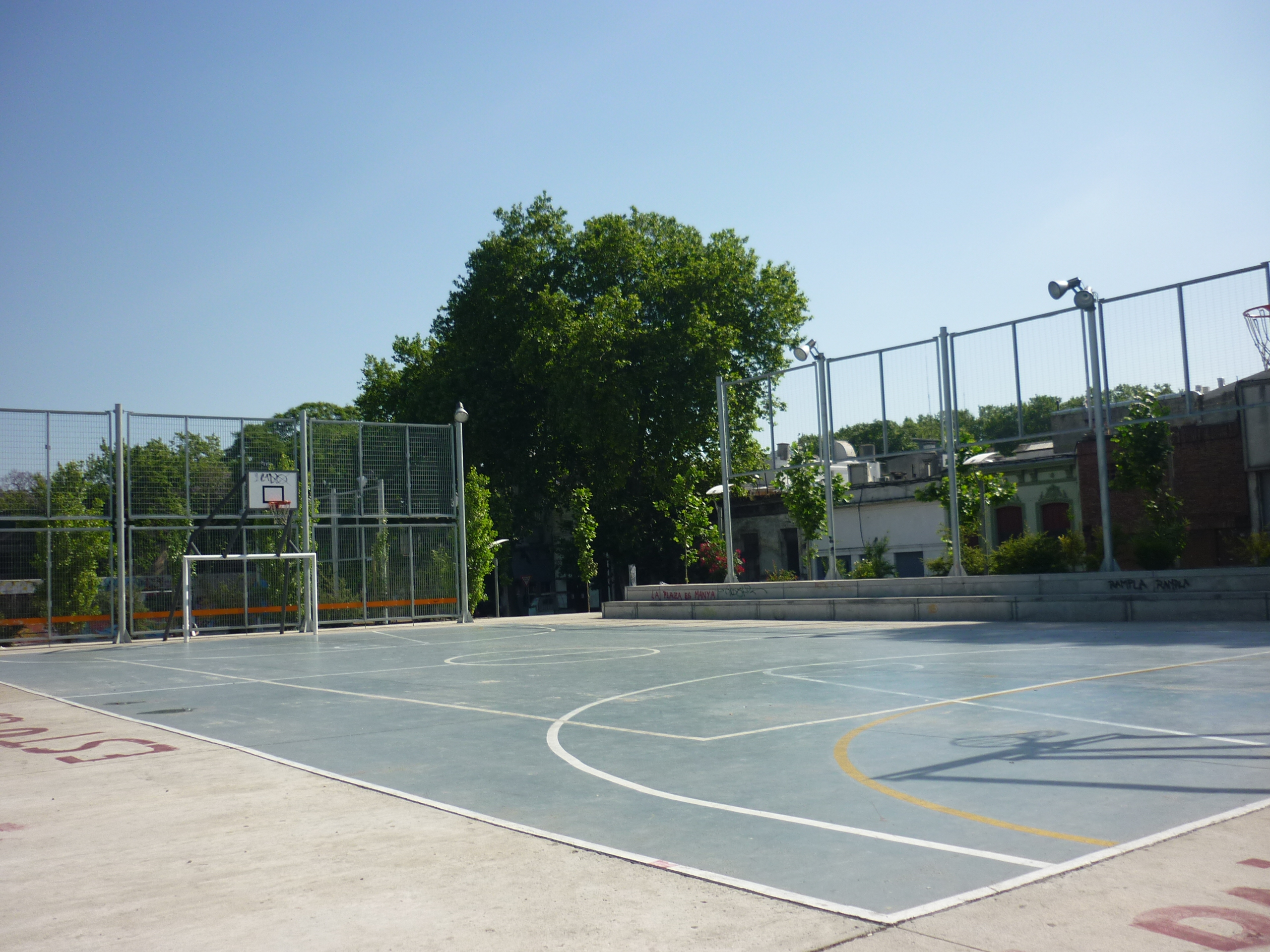
Cancha de baloncesto y de fútbol.
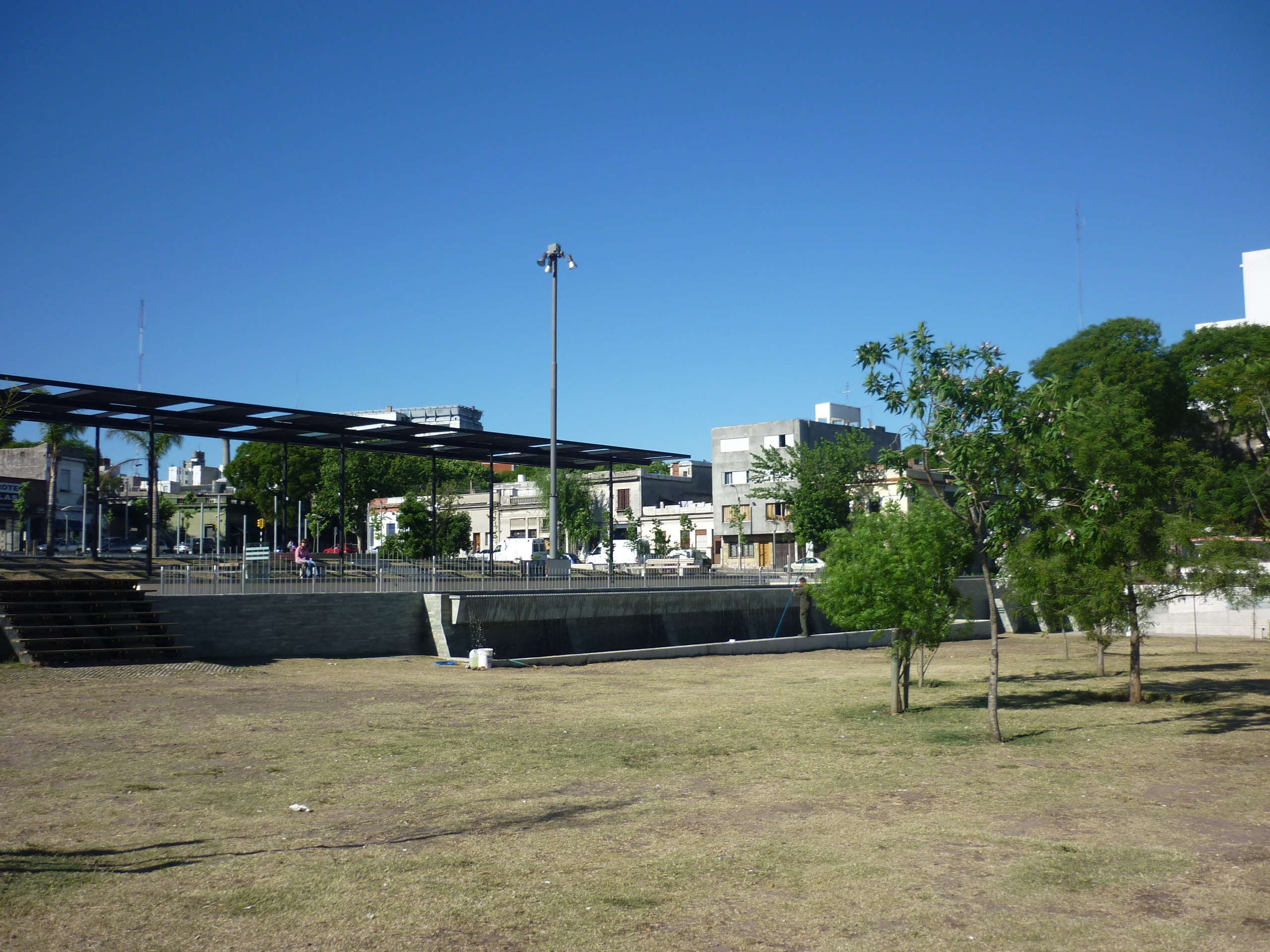
Vista del Parque Líber Seregni hacia el suroeste.